# Coupe du monde de ski alpin 2002-2003
Navigation
Édition précédente Édition suivante
La coupe du monde de ski alpin 2002-2003 est la 37e édition de la coupe du monde de ski alpin, compétition de ski alpin organisée annuellement. Elle se déroule du 26 octobre 2002 au 16 mars 2003.
Les hommes disputent 37 épreuves : 11 descentes, 6 super-G, 8 géants, 10 slaloms (dont 1 KO Slalom) et 2 combinés.
Les femmes disputent 33 épreuves : 6 descentes, 8 super-G, 9 géants, 9 slaloms (dont 1 KO Slalom) et 1 combiné.
Les championnats du monde sont disputés à Saint-Moritz du 2 au 16 février 2003.

## Tableau d'honneur
| Catégorie | Messieurs            | Dames                |
| --------- | -------------------- | -------------------- |
| Général   | Stephan Eberharter   | Janica Kostelić      |
| Descente  | Stephan Eberharter   | Michaela Dorfmeister |
| Super G   | Stephan Eberharter   | Carole Montillet     |
| Géant     | Michael von Grünigen | Anja Pärson          |
| Slalom    | Kalle Palander       | Janica Kostelić      |
| Combiné   | Bode Miller          | Janica Kostelić      |

## Résumé de la saison
Stephan Eberharter conserve son titre et rejoint Jean-Claude Killy, Karl Schranz et Lasse Kjus au palmares des double-vainqueurs de la coupe du monde.
Toujours aussi dominateur dans les disciplines de vitesse (descente et super G), Eberharter remporte neuf victoires (6 descentes, 2 super G et 1 géant) et conserve ses globes de la descente et du Super G. Il devance le technicien américain Bode Miller qui brille en géant (2 victoires) et combiné (globe de cristal) et le polyvalent norvégien Kjetil André Aamodt (1 victoire en combiné).
Michael von Grünigen signe à 34 ans une grande saison. Vainqueur de trois géants et présent à six reprises sur le podium, le suisse remporte le quatrième globe de cristal du géant de sa carrière. Von Grünigen quitte la scène par la grande porte fort du deuxième plus grand palmarès pour un géantiste :
- 4 coupes du monde de géant,
- 23 victoires en coupe du monde en géant,
- 1 médaille de bronze olympique en géant (1998),
- 2 titres mondiaux en géant (1997 et 2001).

Le slalomeur finlandais Kalle Palander, champion du monde surprise en 1999 et qui tardait à confirmer depuis, réalise une fin de saison remarquable qui le voit remporter quatre succès dont le prestigieux doublé Kitzbühel-Schladming, qu'il est le premier étranger à réaliser. À la lutte jusqu'au bout avec Ivica Kostelić, vainqueur à deux reprises, Palander s'assure grâce à une deuxième place lors du slalom des finales le premier globe de cristal de sa carrière.
Antoine Dénériaz remporte les descentes de Val Gardena et Lillehammer. Cela faisait cinq ans qu'un Français ne s'était plus imposé dans la discipline reine.
Come-back triomphal pour Hermann Maier après plus d'un an d'absence due à une grave blessure consécutive à un accident de moto qui aurait pu lui coûter une jambe. Herminator âgé maintenant de 31 ans remporte le Super G de Kitzbühel à la surprise générale moins de 20 jours après son retour à la compétition.
Après une année perturbée par les blessures au genou, Janica Kostelić revient au plus haut niveau et remporte la deuxième coupe du monde de sa carrière.
Toujours aussi impressionnante en slalom (4 victoires) en combiné (1 victoire) et régulière en géant (3 podiums), la jeune croate ajoute une corde à son arc en super G avec cinq top 10 et son premier podium dans la discipline. Vainqueur des globes du slalom et du combiné, Kostelić devance au général la surprenante italienne Karen Putzer (5 victoires en super G et géant) et sa rivale suédoise dans les disciplines techniques Anja Pärson (6 victoires et gagnante du globe en géant)
La saison en descente donne lieu à un duel entre les Autrichiennes Michaela Dorfmeister et Renate Götschl. Les deux skieuses remportent deux victoires mais c'est finalement Dorfmeister, plus régulière dans les cinq premières, qui remporte le globe pour seulement quatre points.
La championne olympique de descente française Carole Montillet s'offre, avec deux victoires et quatre podiums en super G, le premier globe de cristal de sa carrière dans la discipline.
La Slovène Tina Maze et l’Autrichienne Nicole Hosp toutes deux âgées de 19 ans, se partagent leur première victoire en géant à Sölden. Lors de ce géant d'ouverture s’ajoute à ce duo la Norvégienne Andrine Flemmen pour une première dans l'histoire de la coupe du monde avec trois skieuses victorieuses ex aequo.

## Système de points
Le vainqueur d'une épreuve de coupe du monde se voit attribuer 100 points pour le classement général. Les skieurs classés aux trente premières places marquent des points.
| Place  | 1er | 2d | 3e | 4e | 5e | 6e | 7e | 8e | 9e | 10e | 11e | 12e | 13e | 14e | 15e | 16e | 17e | 18e | 19e | 20e | 21e | 22e | 23e | 24e | 25e | 26e | 27e | 28e | 29e | 30e |
| ------ | --- | -- | -- | -- | -- | -- | -- | -- | -- | --- | --- | --- | --- | --- | --- | --- | --- | --- | --- | --- | --- | --- | --- | --- | --- | --- | --- | --- | --- | --- |
| Points | 100 | 80 | 60 | 50 | 45 | 40 | 36 | 32 | 29 | 26  | 24  | 22  | 20  | 18  | 16  | 15  | 14  | 13  | 12  | 11  | 10  | 9   | 8   | 7   | 6   | 5   | 4   | 3   | 2   | 1   |

## Classement général
| Rang | Nom                  | Points | Victoire(s) | Podium(s) |
| ---- | -------------------- | ------ | ----------- | --------- |
| 1    | Stephan Eberharter   | 1333   | 9           | 13        |
| 2    | Bode Miller          | 1100   | 2           | 6         |
| 3    | Kjetil André Aamodt  | 940    | 1           | 4         |
| 4    | Kalle Palander       | 718    | 4           | 5         |
| 5    | Didier Cuche         | 709    | 1           | 4         |
| 6    | Daron Rahlves        | 647    | 2           | 7         |
| 7    | Ivica Kostelić       | 632    | 3           | 4         |
| 8    | Benjamin Raich       | 622    |             | 5         |
| 9    | Michael Walchhofer   | 600    | 1           | 5         |
| 10   | Hans Knauss          | 596    | 2           | 2         |
| 11   | Didier Defago        | 579    | 1           | 2         |
| 12   | Bruno Kernen         | 561    | 1           | 2         |
| 12   | Andreas Schifferer   | 561    |             | 1         |
| 14   | Christoph Gruber     | 558    |             | 2         |
| 15   | Michael von Grünigen | 542    | 3           | 6         |
| 16   | Rainer Schönfelder   | 517    | 2           | 4         |
| 17   | Ambrosi Hoffmann     | 511    |             |           |
| 18   | Hannes Trinkl        | 496    |             | 3         |
| 19   | Fritz Strobl         | 458    |             | 1         |
| 20   | Heinz Schilchegger   | 443    |             | 1         |

| Rang | Nom                    | Points | Victoire(s) | Podium(s) |
| ---- | ---------------------- | ------ | ----------- | --------- |
| 1    | Janica Kostelić        | 1570   | 6           | 12        |
| 2    | Karen Putzer           | 1100   | 5           | 6         |
| 3    | Anja Pärson            | 1042   | 6           | 9         |
| 4    | Michaela Dorfmeister   | 972    | 2           | 6         |
| 5    | Martina Ertl-Renz      | 922    |             | 4         |
| 6    | Carole Montillet       | 869    | 3           | 7         |
| 7    | Renate Götschl         | 830    | 4           | 7         |
| 8    | Alexandra Meissnitzer  | 776    |             | 5         |
| 9    | Kirsten Clark          | 661    |             | 4         |
| 10   | Nicole Hosp            | 558    | 1           | 6         |
| 11   | Tanja Poutiainen       | 551    |             | 2         |
| 12   | Brigitte Obermoser     | 499    | 1           | 2         |
| 13   | Sonja Nef              | 494    | 1           | 2         |
| 14   | Hilde Gerg             | 491    | 2           | 4         |
| 15   | Corinne Rey-Bellet     | 436    |             | 1         |
| 16   | Daniela Ceccarelli     | 429    |             | 1         |
| 17   | Christel Pascal-Saioni | 372    |             | 2         |
| 18   | Anna Ottosson          | 347    |             |           |
| 19   | Laure Pequegnot        | 342    |             | 1         |
| 19   | Marlies Schild         | 342    |             | 2         |

## Classements de chaque discipline
Les noms en gras remportent les titres des disciplines.

### Descente
| Rang | Nom                 | Points | Victoire(s) | Podium(s) |
| ---- | ------------------- | ------ | ----------- | --------- |
| 1    | Stephan Eberharter  | 790    | 6           | 8         |
| 2    | Daron Rahlves       | 593    | 2           | 7         |
| 3    | Michael Walchhofer  | 430    |             | 4         |
| 4    | Bruno Kernen        | 351    | 1           | 2         |
| 5    | Hannes Trinkl       | 341    |             | 2         |
| 6    | Antoine Dénériaz    | 337    | 2           | 2         |
| 7    | Kjetil André Aamodt | 334    |             | 2         |
| 7    | Fritz Strobl        | 334    |             | 1         |
| 9    | Didier Cuche        | 333    |             | 2         |
| 10   | Klaus Kröll         | 317    |             | 1         |

| Rang | Nom                   | Points | Victoire(s) | Podium(s) |
| ---- | --------------------- | ------ | ----------- | --------- |
| 1    | Michaela Dorfmeister  | 372    | 2           | 3         |
| 2    | Renate Götschl        | 368    | 2           | 3         |
| 3    | Kirsten Clark         | 316    |             | 4         |
| 4    | Carole Montillet      | 313    | 1           | 2         |
| 5    | Corinne Rey-Bellet    | 230    |             | 1         |
| 6    | Hilde Gerg            | 196    | 1           | 2         |
| 7    | Ingrid Jacquemod      | 153    |             | 1         |
| 8    | Mélanie Turgeon       | 149    |             |           |
| 9    | Karen Putzer          | 143    |             |           |
| 10   | Alexandra Meissnitzer | 139    |             |           |

### Super G
| Rang | Nom                 | Points | Victoire(s) | Podium(s) |
| ---- | ------------------- | ------ | ----------- | --------- |
| 1    | Stephan Eberharter  | 356    | 2           | 4         |
| 2    | Marco Büchel        | 280    | 1           | 3         |
| 3    | Didier Cuche        | 270    | 1           | 2         |
| 4    | Kjetil André Aamodt | 251    |             |           |
| 5    | Hannes Reichelt     | 194    |             | 2         |
| 6    | Christoph Gruber    | 185    |             | 1         |
| 7    | Didier Defago       | 180    | 1           | 1         |
| 8    | Andreas Schifferer  | 165    |             |           |
| 9    | Hannes Trinkl       | 155    |             | 1         |
| 10   | Josef Strobl        | 150    |             | 1         |

| Rang | Nom                   | Points | Victoire(s) | Podium(s) |
| ---- | --------------------- | ------ | ----------- | --------- |
| 1    | Carole Montillet      | 493    | 2           | 5         |
| 2    | Renate Götschl        | 458    | 2           | 4         |
| 3    | Karen Putzer          | 394    | 2           | 2         |
| 4    | Alexandra Meissnitzer | 350    |             | 3         |
| 5    | Michaela Dorfmeister  | 298    |             | 1         |
| 6    | Daniela Ceccarelli    | 289    |             | 1         |
| 7    | Janica Kostelić       | 281    |             | 1         |
| 7    | Hilde Gerg            | 281    | 1           | 2         |
| 9    | Martina Ertl-Renz     | 267    |             | 1         |
| 10   | Kirsten Clark         | 252    |             |           |

### Géant
| Rang | Nom                   | Points | Victoire(s) | Podium(s) |
| ---- | --------------------- | ------ | ----------- | --------- |
| 1    | Michael von Grünigen  | 542    | 3           | 6         |
| 2    | Bode Miller           | 425    | 2           | 4         |
| 3    | Hans Knauss           | 365    | 2           | 2         |
| 4    | Frédéric Covili       | 296    |             | 2         |
| 5    | Heinz Schilchegger    | 249    |             |           |
| 5    | Massimiliano Blardone | 249    |             |           |
| 7    | Christian Mayer       | 234    |             | 3         |
| 8    | Benjamin Raich        | 231    |             | 2         |
| 9    | Christoph Gruber      | 227    |             | 1         |
| 10   | Joël Chenal           | 194    |             |           |

| Rang | Nom                   | Points | Victoire(s) | Podium(s) |
| ---- | --------------------- | ------ | ----------- | --------- |
| 1    | Anja Pärson           | 514    | 3           | 4         |
| 2    | Karen Putzer          | 513    | 3           | 4         |
| 3    | Janica Kostelić       | 343    |             | 3         |
| 4    | Nicole Hosp           | 332    | 1           | 4         |
| 5    | Sonja Nef             | 329    | 1           | 2         |
| 6    | Denise Karbon         | 293    |             | 3         |
| 7    | Alexandra Meissnitzer | 287    |             | 2         |
| 8    | Martina Ertl-Renz     | 280    |             | 1         |
| 9    | Michaela Dorfmeister  | 266    |             | 2         |
| 10   | Maria José Rienda     | 237    |             |           |

### Slalom
| Rang | Nom                | Points | Victoire(s) | Podium(s) |
| ---- | ------------------ | ------ | ----------- | --------- |
| 1    | Kalle Palander     | 658    | 4           | 5         |
| 2    | Ivica Kostelić     | 580    | 3           | 4         |
| 3    | Rainer Schönfelder | 473    | 2           | 4         |
| 4    | Giorgio Rocca      | 438    | 2           | 5         |
| 5    | Manfred Pranger    | 385    |             | 1         |
| 6    | Benjamin Raich     | 367    |             | 3         |
| 7    | Hans Petter Buraas | 280    |             | 2         |
| 8    | Truls Ove Karlsen  | 263    |             | 1         |
| 9    | Pierrick Bourgeat  | 224    |             | 1         |
| 10   | Jean-Pierre Vidal  | 200    |             | 1         |

| Rang | Nom                        | Points | Victoire(s) | Podium(s) |
| ---- | -------------------------- | ------ | ----------- | --------- |
| 1    | Janica Kostelić            | 710    | 5           | 6         |
| 2    | Anja Pärson                | 498    | 3           | 5         |
| 3    | Tanja Poutiainen           | 367    |             | 2         |
| 4    | Christel Pascal-Saioni     | 359    |             | 2         |
| 5    | Marlies Schild             | 342    |             | 1         |
| 6    | Laure Pequegnot            | 341    |             | 1         |
| 7    | Nicole Gius                | 264    |             | 1         |
| 8    | Monika Bergmann-Schmuderer | 245    |             | 1         |
| 9    | Martina Ertl-Renz          | 228    |             |           |
| 10   | Nicole Hosp                | 226    |             | 2         |

### Combiné
| Rang | Nom                 | Points | Victoire(s) | Podium(s) |
| ---- | ------------------- | ------ | ----------- | --------- |
| 1    | Bode Miller         | 125    |             | 1         |
| 2    | Kjetil André Aamodt | 100    | 1           | 1         |
| 2    | Michael Walchhofer  | 100    | 1           | 1         |
| 4    | Aksel Lund Svindal  | 80     |             | 1         |
| 5    | Bruno Kernen        | 72     |             |           |
| 5    | Ambrosi Hoffmann    | 72     |             |           |
| 7    | Didier Defago       | 60     |             | 1         |
| 7    | Lasse Kjus          | 60     |             | 1         |
| 9    | Christoph Gruber    | 50     |             |           |
| 9    | Gaëtan Llorach      | 50     |             |           |

| Rang | Nom                     | Points | Victoire(s) | Podium(s) |
| ---- | ----------------------- | ------ | ----------- | --------- |
| 1    | Janica Kostelić         | 100    | 1           | 1         |
| 2    | Martina Ertl-Renz       | 80     |             | 1         |
| 3    | Maria Riesch            | 60     |             | 1         |
| 4    | Karen Putzer            | 50     |             |           |
| 5    | Julia Mancuso           | 45     |             |           |
| 6    | Marlies Öster           | 40     |             |           |
| 7    | Michaela Dorfmeister    | 36     |             |           |
| 8    | Caroline Lalive         | 32     |             |           |
| 9    | Jessica Lindell-Vikarby | 29     |             |           |
| 10   | Sarka Zahrobska         | 26     |             |           |

## Calendrier et résultats

### Messieurs
| Date                                                                 | Lieu                  | Épreuve     | Vainqueur                         | Second               | Troisième            |
| -------------------------------------------------------------------- | --------------------- | ----------- | --------------------------------- | -------------------- | -------------------- |
| 27 octobre 2002                                                      | Sölden                | Géant       | Stephan Eberharter                | Frédéric Covili      | Michael von Grünigen |
| 22 novembre 2002                                                     | Park City             | Géant       | Michael von Grünigen              | Christian Mayer      | Benjamin Raich       |
| 24 novembre 2002                                                     | Park City             | Slalom      | Rainer Schönfelder                | Pierrick Bourgeat    | Benjamin Raich       |
| 30 novembre 2002                                                     | Lake Louise           | Descente    | Stephan Eberharter                | Hannes Trinkl        | Kjetil André Aamodt  |
| 1er décembre 2002                                                    | Lake Louise           | Super G     | Stephan Eberharter                | Josef Strobl         | Didier Cuche         |
| 7 décembre 2002                                                      | Beaver Creek          | Descente    | Stephan Eberharter                | Michael Walchhofer   | Daron Rahlves        |
| 8 décembre 2002                                                      | Beaver Creek          | Super G     | Didier Cuche                      | Marco Büchel         | Hannes Trinkl        |
| 14 décembre 2002                                                     | Val d'Isère           | Descente    | Stephan Eberharter                | Klaus Kröll          | Andreas Schifferer   |
| 15 décembre 2002                                                     | Val d'Isère           | Géant       | Michael von Grünigen              | Bode Miller          | Christoph Gruber     |
| 16 décembre 2002                                                     | Sestrière             | KO Slalom   | Ivica Kostelić                    | Giorgio Rocca        | Truls Ove Karlsen    |
| 20 décembre 2002                                                     | Val Gardena           | Super G     | Didier Defago                     | Hannes Reichelt      | Marco Büchel         |
| 21 décembre 2002                                                     | Val Gardena           | Descente    | Antoine Dénériaz                  | Michael Walchhofer   | Josef Strobl         |
| 22 décembre 2002                                                     | Alta Badia            | Géant       | Bode Miller                       | Davide Simoncelli    | Christian Mayer      |
| 29 décembre 2002                                                     | Bormio                | Descente    | Daron Rahlves                     | Fritz Strobl         | Hannes Trinkl        |
| 4 janvier 2003                                                       | Kranjska Gora         | Géant       | Bode Miller                       | Christian Mayer      | Sami Uotila          |
| 5 janvier 2003                                                       | Kranjska Gora         | Slalom      | Ivica Kostelić                    | Rainer Schönfelder   | Jean-Pierre Vidal    |
| 11 janvier 2003                                                      | Bormio                | Descente    | Stephan Eberharter                | Michael Walchhofer   | Daron Rahlves        |
| 12 janvier 2003                                                      | Bormio                | Slalom      | Ivica Kostelić                    | Bode Miller          | Hans Petter Buraas   |
| 14 janvier 2003                                                      | Adelboden             | Géant       | Hans Knauss                       | Michael von Grünigen | Kjetil André Aamodt  |
| 17 janvier 2003                                                      | Wengen                | Descente I  | Stephan Eberharter                | Daron Rahlves        | Bruno Kernen         |
| 18 janvier 2003                                                      | Wengen                | Descente II | Bruno Kernen                      | Michael Walchhofer   | Stephan Eberharter   |
| 19 janvier 2003                                                      | Wengen                | Slalom      | Giorgio Rocca                     | Akira Sasaki         | Ivica Kostelić       |
| 19 janvier 2003                                                      | Wengen                | Combiné     | Kjetil André Aamodt               | Bode Miller          | Lasse Kjus           |
| 25 janvier 2003                                                      | Kitzbühel             | Descente    | Daron Rahlves                     | Didier Cuche         | Kjetil André Aamodt  |
| 26 janvier 2003                                                      | Kitzbühel             | Slalom      | Kalle Palander                    | Rainer Schönfelder   | Heinz Schilchegger   |
| 26 janvier 2003                                                      | Kitzbühel             | Combiné     | Michael Walchhofer                | Aksel Lund Svindal   | Didier Defago        |
| 27 janvier 2003                                                      | Kitzbühel             | Super G     | Hermann Maier                     | Christoph Gruber     | Stephan Eberharter   |
| 28 janvier 2003                                                      | Schladming            | Slalom      | Kalle Palander                    | Benjamin Raich       | Hans Petter Buraas   |
| Championnats du monde à Saint-Moritz du 2 février au 23 février 2003 |                       |             |                                   |                      |                      |
| 22 février 2003                                                      | Garmisch              | Descente    | Stephan Eberharter                | Didier Cuche         | Daron Rahlves        |
| 23 février 2003                                                      | Garmisch              | Super G     | Marco Büchel                      | Stephan Eberharter   | Tobias Grünenfelder  |
| 1er mars 2003                                                        | Yongpyong             | Géant       | Michael von Grünigen              | Frédéric Covili      | Bode Miller          |
| 2 mars 2003                                                          | Yongpyong             | Slalom      | Kalle Palander                    | Giorgio Rocca        | Benjamin Raich       |
| 8 mars 2003                                                          | Shigakogen            | Slalom      | Kalle Palander Rainer Schönfelder |                      | Giorgio Rocca        |
| 12 mars 2003                                                         | Kvitfjell Lillehammer | Descente    | Antoine Dénériaz                  | Stephan Eberharter   | Daron Rahlves        |
| 13 mars 2003                                                         | Kvitfjell Lillehammer | Super G     | Stephan Eberharter                | Lasse Kjus           | Hannes Reichelt      |
| 15 mars 2003                                                         | Kvitfjell Lillehammer | Géant       | Hans Knauss                       | Benjamin Raich       | Michael von Grünigen |
| 16 mars 2003                                                         | Kvitfjell Lillehammer | Slalom      | Giorgio Rocca                     | Kalle Palander       | Manfred Pranger      |

### Dames
| Date                                                                 | Lieu                  | Épreuve     | Vainqueur                             | Seconde                                 | Troisième                                  |
| -------------------------------------------------------------------- | --------------------- | ----------- | ------------------------------------- | --------------------------------------- | ------------------------------------------ |
| 26 octobre 2002                                                      | Sölden                | Géant       | Nicole Hosp Tina Maze Andrine Flemmen |                                         |                                            |
| 21 novembre 2002                                                     | Park City             | Géant       | Birgit Heeb-Batliner                  | Alexandra Meissnitzer                   | Janica Kostelić                            |
| 23 novembre 2002                                                     | Park City             | Slalom      | Janica Kostelić                       | Christel Pascal-Saioni                  | Sabine Egger                               |
| 29 novembre 2002                                                     | Aspen                 | Super G     | Hilde Gerg                            | Janica Kostelić                         | Isolde Kostner                             |
| 30 novembre 2002                                                     | Aspen                 | Slalom      | Anja Pärson                           | Janica Kostelić                         | Marlies Schild                             |
| 6 décembre 2002                                                      | Lake Louise           | Descente I  | Hilde Gerg                            | Carole Montillet                        | Kirsten Clark                              |
| 7 décembre 2002                                                      | Lake Louise           | Descente II | Carole Montillet                      | Corinne Rey-Bellet                      | Renate Götschl                             |
| 8 décembre 2002                                                      | Lake Louise           | Super G     | Karen Putzer                          | Martina Ertl-Renz                       | Carole Montillet                           |
| 12 décembre 2002                                                     | Val d'Isère           | Géant       | Karen Putzer                          | Sonja Nef                               | Alexandra Meissnitzer Michaela Dorfmeister |
| 13 décembre 2002                                                     | Val d'Isère           | Super G     | Carole Montillet                      | Daniela Ceccarelli                      | Michaela Dorfmeister                       |
| 15 décembre 2002                                                     | Sestrière             | KO Slalom   | Anja Pärson                           | Tanja Poutiainen                        | Nicole Hosp                                |
| 21 décembre 2002                                                     | Lenzerheide           | Descente    | Michaela Dorfmeister                  | Brigitte Obermoser                      | Kirsten Clark                              |
| 22 décembre 2002                                                     | Lenzerheide           | Slalom      | Janica Kostelić                       | Tanja Poutiainen                        | Claudia Riegler                            |
| 22 décembre 2002                                                     | Lenzerheide           | Combiné     | Janica Kostelić                       | Martina Ertl-Renz                       | Maria Riesch                               |
| 28 décembre 2002                                                     | Semmering             | Géant       | Karen Putzer                          | Janica Kostelić                         | Denise Karbon Nicole Hosp                  |
| 29 décembre 2002                                                     | Semmering             | Slalom      | Janica Kostelić                       | Christel Pascal-Saioni                  | Nicole Gius                                |
| 4 janvier 2003                                                       | Bormio                | Géant       | Sonja Nef                             | Anja Pärson                             | Michaela Dorfmeister                       |
| 5 janvier 2003                                                       | Bormio                | Slalom      | Janica Kostelić                       | Elisabeth Görgl                         | Anja Pärson                                |
| 15 janvier 2003                                                      | Cortina d'Ampezzo     | Super G I   | Carole Montillet                      | Renate Götschl                          | Hilde Gerg                                 |
| 17 janvier 2003                                                      | Cortina d'Ampezzo     | Super G II  | Renate Götschl                        | Alexandra Meissnitzer                   | Mélanie Turgeon                            |
| 18 janvier 2003                                                      | Cortina d'Ampezzo     | Descente    | Renate Götschl                        | Kirsten Clark                           | Michaela Dorfmeister                       |
| 19 janvier 2003                                                      | Cortina d'Ampezzo     | Géant       | Anja Pärson                           | Janica Kostelić                         | Karen Putzer                               |
| 25 janvier 2003                                                      | Maribor               | Géant       | Anja Pärson                           | Nicole Hosp                             | Martina Ertl-Renz                          |
| 26 janvier 2003                                                      | Maribor               | Slalom      | Anja Pärson                           | Janica Kostelić                         | Nicole Hosp                                |
| Championnats du monde à Saint-Moritz du 2 février au 23 février 2003 |                       |             |                                       |                                         |                                            |
| 28 février 2003                                                      | Innsbruck             | Super G I   | Renate Götschl                        | Carole Montillet                        | Alexandra Meissnitzer                      |
| 1er mars 2003                                                        | Innsbruck             | Descente    | Michaela Dorfmeister                  | Katja Wirth                             | Hilde Gerg                                 |
| 2 mars 2003                                                          | Innsbruck             | Super G II  | Brigitte Obermoser                    | Carole Montillet                        | Renate Götschl                             |
| 6 mars 2003                                                          | Åre                   | Géant       | Anja Pärson                           | Daniela Merighetti                      | Denise Karbon                              |
| 7 mars 2003                                                          | Åre                   | Slalom      | Janica Kostelić                       | Anja Pärson                             | Monika Bergmann-Schmuderer                 |
| 12 mars 2003                                                         | Kvitfjell Lillehammer | Descente    | Renate Götschl                        | Ingrid Jacquemod                        | Kirsten Clark                              |
| 13 mars 2003                                                         | Kvitfjell Lillehammer | Super G     | Karen Putzer                          | Alexandra Meissnitzer Martina Ertl-Renz |                                            |
| 15 mars 2003                                                         | Kvitfjell Lillehammer | Slalom      | Kristina Koznick                      | Laure Pequegnot                         | Marlies Schild                             |
| 16 mars 2003                                                         | Kvitfjell Lillehammer | Géant       | Karen Putzer                          | Denise Karbon                           | Nicole Hosp                                |

## Coupe des nations
| Rang | Nom        | Points | Victoire(s) | Podium(s) |
| ---- | ---------- | ------ | ----------- | --------- |
| 1    | Autriche   | 13779  | 23          | 78        |
| 2    | Suisse     | 5533   | 7           | 18        |
| 3    | Italie     | 4629   | 7           | 19        |
| 4    | États-Unis | 4381   | 5           | 18        |
| 5    | France     | 4138   | 5           | 17        |
| 6    | Norvège    | 3205   | 2           | 11        |
| 7    | Allemagne  | 2470   | 2           | 10        |
| 8    | Croatie    | 2253   | 9           | 16        |
| 9    | Suède      | 2066   | 6           | 9         |
| 10   | Slovénie   | 1640   | 1           | 1         |

| Rang | Nom           | Points | Victoire(s) | Podium(s) |
| ---- | ------------- | ------ | ----------- | --------- |
| 1    | Autriche      | 8447   | 15          | 47        |
| 2    | Suisse        | 3646   | 6           | 15        |
| 3    | États-Unis    | 2516   | 4           | 13        |
| 4    | Norvège       | 2514   | 1           | 10        |
| 5    | France        | 2116   | 2           | 6         |
| 6    | Italie        | 1812   | 2           | 6         |
| 7    | Slovénie      | 1126   |             |           |
| 8    | Finlande      | 792    | 4           | 6         |
| 9    | Croatie       | 632    | 3           | 4         |
| 10   | Liechtenstein | 425    | 1           | 3         |

| Rang | Nom        | Points | Victoire(s) | Podium(s) |
| ---- | ---------- | ------ | ----------- | --------- |
| 1    | Autriche   | 5332   | 8           | 31        |
| 2    | Italie     | 2817   | 5           | 13        |
| 3    | Allemagne  | 2262   | 2           | 10        |
| 4    | France     | 2022   | 3           | 11        |
| 5    | Suisse     | 1887   | 1           | 3         |
| 6    | États-Unis | 1865   | 1           | 5         |
| 7    | Suède      | 1652   | 6           | 9         |
| 8    | Croatie    | 1621   | 6           | 12        |
| 9    | Canada     | 945    |             | 1         |
| 10   | Norvège    | 691    | 1           | 1         |

Classement final